# Cloeophoromyia flavicoxa
Cloeophoromyia flavicoxa är en tvåvingeart som beskrevs av Loïc Matile 1970. Cloeophoromyia flavicoxa ingår i släktet Cloeophoromyia och familjen platthornsmyggor. Inga underarter finns listade i Catalogue of Life.